# Parongil
Parongil is een bestuurslaag in het regentschap Dairi van de provincie Noord-Sumatra, Indonesië. Parongil telt 1609 inwoners (volkstelling 2010).